# Dermodaktyl
Dermodaktyl (Dermodactylus montanus) – pterozaur z podrzędu pterodaktyli (Pterodactyloidea); jego nazwa znaczy „skórzany palec”
Żył w okresie późnej jury (ok. 152–145 mln lat temu) na terenach Ameryki Północnej. Długość ciała ok. 30 cm, rozpiętość skrzydeł ok. 1 m, masa ok. 1 kg. Jego szczątki znaleziono w USA (w stanie Wyoming).
Opisany jedynie na podstawie fragmentu kości skrzydła.